# Angerturm

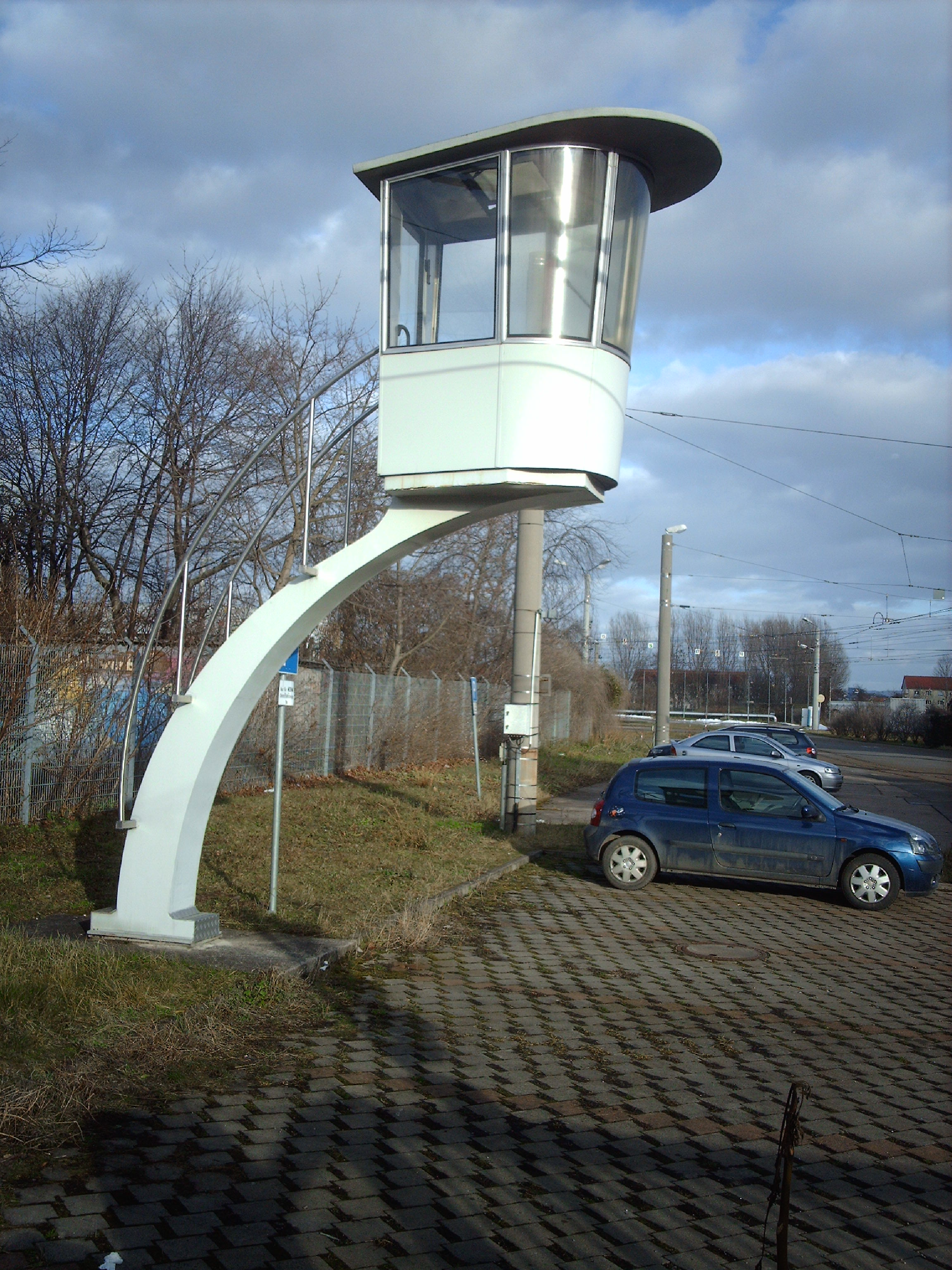
Restaurierter Angerturm am Straßenbahndepot

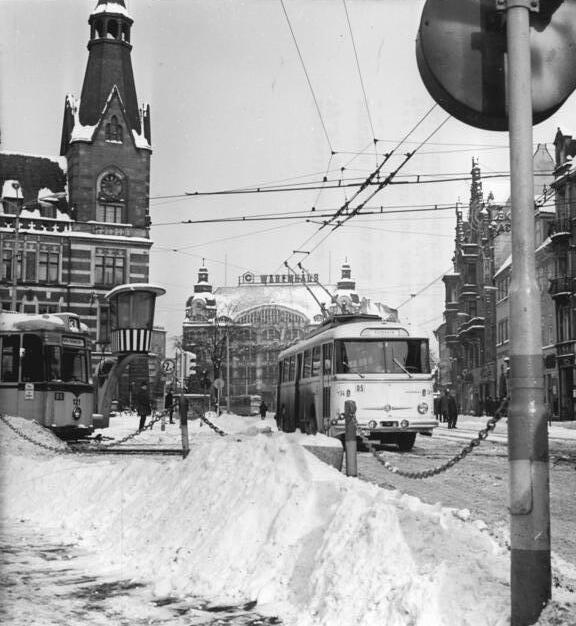
Erfurter Anger 1969 gen Nordosten zum Centrum Warenhaus (heute Anger 1). Vor dem Hauptpostamt (links) in schwarz-weißer Streifenbemalung der Angerturm.

Der Angerturm ist eine ehemalige Verkehrskanzel und ein verkehrsgeschichtliches Denkmal in der thüringischen Landeshauptstadt Erfurt.
Die knapp fünf Meter hohe Konstruktion besteht aus einer bogenförmigen Treppe, die ausladend eine kleine verglaste Wärterkabine trägt. Der Turm wurde 1961 auf dem zentralen Altstadtplatz Anger an der Kreuzung zur Bahnhof- und zur Schlösserstraße errichtet und diente der Verkehrspolizei zur Regelung des Stadtbahn-, Oberleitungsbus- und Pkw-Verkehrs. Eine Mikrofonanlage ermöglichte dem wachhabenden Personal Lautsprecherdurchsagen. Eine Walzensteuerung im Turm bediente die Lichtsignalanlage.
Als 1974 die Umgestaltung des Anger in eine Fußgängerzone begann, verlor der Turm seine Funktion und wurde an die Anschlussstelle „Erfurt-Ost“ der Autobahn versetzt. Dort diente er bis 1989 zur Überwachung des Transitverkehrs durch die DDR. Nach sieben Jahren des baulichen Verfalls im Anschluss an die Wende und die Wiedervereinigung ließen die Erfurter Verkehrsbetriebe und das Amt für Verkehrswesen der Stadtverwaltung den Turm 1996 demontieren und sanieren. Die Instandsetzungsarbeiten wurden Anfang August 2002 abgeschlossen.
Seither steht der frühere Angerturm auf dem Stadtbahn-Betriebshof Magdeburger Allee am westlichen Rand des Stadtteils Johannesvorstadt unmittelbar südlich der Lutherkirche und kann besichtigt werden.